# REPS1
REPS1‏ (RALBP1 associated Eps domain containing 1) هوَ بروتين يُشَفر بواسطة جين REPS1 في الإنسان.